# Мазуркевич, Александр Романович
Александр Романович Мазуркевич (укр. Олександр Романович Мазуркевич ; 27 августа (9 сентября) 1913, с. Торков (ныне Тульчинский район Винницкой области Украины) — 8 октября 1995, Киев) — украинский и советский педагог, литературовед, славист. Доктор педагогических наук (1964), профессор (1966), академик Академии педагогических наук СССР (1968) и Академии педагогических наук Украины (1992). редактор, журналист. Член Союза писателей СССР (1959). Лауреат премии имени К. Д. Ушинского (1958, 1962).
Специалист по методике преподавания литературы, проблем литературного образования, истории педагогики.

## Биография
Уроженец села Торков Тульчинского района Винницкой области. Из крестьян. Педагогическое образование получил в Тульчинском педагогическом училище. В 1930—1931 гг. учительствовал. В 1931—1933 годах работал в редакциях районных газет в г. Тульчин, в 1933—1935 гг. — Деражня (ныне Хмельницкая область), в 1935—1937 гг. — Конотоп (ныне Сумская область). В 1937—1941 гг. — учитель русского и украинского языка и литературы, директор средней школы в г. Тростянец Винницкой области.
В 1941 году окончил филологический факультет Винницкого педагогического института. Участник Великой Отечественной войны, публиковал свои статьи в газете «Сталинец» Южно-Уральского военного округа.
В 1945—1950 годах работал преподавателем литературы и заместителем директора пединститута г. Винница.
С 1951 года трудился в научно-исследовательском институте педагогики УССР в Киеве: с 1958 г. — заведующий отдела методики русской и украинской литературы, истории, обществоведения, основ государства и права, с 1987 г. — главный научный сотрудник; по совместительству преподавал в Киевском педагогическом институте и Киевском университете.
В 1950—1958 гг. — главный редактор журнала «Радянська школа» («Советская школа»). Главный редактор научного сборника «Методика преподавания украинского языка и литературы», автор учебников, методических пособий для учителей украинской литературы, трудов по литературоведению, литературно-художественной критики, публицистики, истории педагогики.
В 1952 г. защитил кандидатскую, а в 1964 году — докторскую диссертацию (тема диссертации «Нариси історії методики української літератури»).

## Научная деятельность
Изучал проблемы литературного образования, истории украинской литературы, творчество и педагогические взгляды Г. Сковороды, И. Котляревского, Т. Шевченко, И. Франко, Л. Украинки, М. Коцюбинского, П. Грабовского, А. Тесленко, С. Васильченко и других.
А. Мазуркевич — автор более 300 научных работ, среди которых 68 книг, в том числе 6 учебников; 30 брошюр; многочисленные статьи в сборниках, журналах и газетах, в том числе 16 опубликовано в зарубежных изданиях.

## Избранные публикации
- Микола Островський (1953, в соавт.);
- Вивчення творчості П. А. Грабовського в школі (1956, в соавт.);
- И. Г. Прыжов. Из истории русско-украинских литературных связей (1958);
- Письменник і життя (1958);
- Виховна сила художньої літератури (1960);
- Нариси з історії методики української літератури. К., 1961;
- Вивчення творчості П. А. Грабовського в школі: Посібник К., 1962 (в соавт.);
- Визначні українські педагоги — народні просвітителі: Алчевська Х. Д. та її сподвижники. К., 1963;
- Високе покликання вчителя літератури. К., 1968;
- Метод і творчість (1973):
- За рідне слово в рідній школі. Нариси з історії української словесності. ХІХ — поч. ХХ століття. К.; Хн., 1993.

Был составителем и редактором сборников «Партія веде», «Зброєю слова», «М. В. Гоголь».
Последовательно работал над совершенствованием литературного образования, выступал против формализма, схоластики, демагогии в преподавании словесности, своими публикациями противостоял застою в методике литературы.